# Lucas Legnani
Lucas Legnani (nascido em 10 de novembro de 1978 em Buenos Aires, Argentina) é um jogador argentino de bowling. Ele terminou na 14ª posição do ranking combinado na Taça do Mundo de 2006 da AMF. Ele também foi medalhista de bronze nos Jogos Pan-americanos de 2007 no Rio de Janeiro, Brasil.